# Lednikov Bay
Die Lednikov Bay (russisch Бухта Ледниковая Buchta Lednikowaja, deutsch ‚Gletscherbucht‘) ist eine kleine Bucht an der Küste des ostantarktischen Königin-Marie-Lands. Sie liegt unmittelbar westlich der McDonald Bay.
Die Kartierung der Bucht erfolgte 1955 anhand von Luftaufnahmen der US-amerikanischen Operation Highjump (1946–1947). Sowjetische Wissenschaftler, die sie vermutlich nach der Einmündung eines kleinen Gletschers benannten, kartierten sie 1956 erneut. Das Antarctic Names Committee of Australia übertrug die russische Benennung im Jahr 1960 in einer Teilübersetzung ins Englische.